# 신탄진중학교
신탄진중학교(新灘津中學校)는 대한민국 대전광역시 대덕구 석봉동에 있는 사립 중학교이다.

## 학교 연혁
- 1964년 11월 14일 : 학교법인 해동학원 설립인가
- 1964년 12월 30일 : 신탄진 중학교 설립인가 (6학급)
- 1965년 3월 5일 : 개교 및 입학식
- 2006년 3월 1일 : 학교법인 이문학원으로 명칭변경
- 2009년 6월 1일 : 제5대 이재광 이사장 취임
- 2024년 1월 26일 : 제57회 졸업식 160명(졸업식 누계 13,188명)
- 2024년 3월 4일 : 제60회 입학식 140명
- 2024년 9월 1일 : 제16대 김종우 교장 취임

## 참고 자료
- 신탄진중학교 - 한국교육학술정보원 학교알리미